# Temistògenes
Temistògenes (en llatí Themistogenes, en grec antic Θεμιστογένης) fou un escriptor grec nadiu de Siracusa.
Xenofont diu que va escriure el llibre de l'Anàbasi, però historiadors moderns, seguint l'opinió de Plutarc, consideren que en realitat Xenofont parla de la seva pròpia obra a la que va prefixar el nom de Temistògenes. Tot i així es creu que no és fictici i que realment va existir un escriptor d'aquest nom, ja que la Suïda també el menciona, i diu que va escriure aquesta obra i altres llibres.